# Louis François de Boufflers

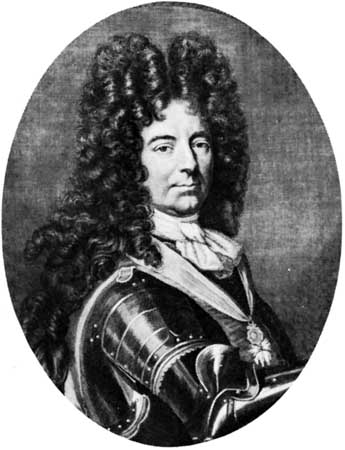
Louis Francois de Boufflers

Louis François de Boufflers, duc de Boufflers i comte de Cagny (10 de gener, 1644 - 22 d'agost, de 1711) fou un militar (Mariscal de França) i aristòcrata francès al servei de Lluís XIV de França durant la Guerra de Successió Espanyola.
Nomenat comandant en cap de l'exèrcit francès al front italià, fou destituït després de ser derrotat a la Batalla de Carpi i fou rellevat pel Duc de Villeroy.

## Expedient Militar
Ingressà a l'exèrcit i ja el 1663 serví al setge de Marsal, convertint-se en coronel de dragons el 1669. En la conquesta de la Lorena (1670) lluità a les ordres del Mariscal de Créquy.

### Guerra francoholandesa
En la Guerra francoholandesa complí sota el Vescomte de Turenne, on es distingí per la seva habilitat i bravesa. El 1677 fou ascendit al grau de mariscal de camp.

### Guerra dels Nou Anys
El 1681 fou nomenat tinent general i a l'inici de la Guerra dels Nou Anys fou nomenat comandant en cap de l'exèrcit francès del Mosel·la, on encadenà una sèrie de victòries: el 15 d'octubre de 1688 prengué la fortalesa Magúncia amb 20,000 soldats; després dirigí el cos d'exèrcit fins a Sambre i reforçà el duc de Luxemburg en vigílies de la batalla de Fleurus (1690). Pels seus serveis fou nomenat el 1692 Mariscal de França i el 1694 se'l feia un duc de Boufflers.

### Guerra de Successió Espanyola
El 1702, a l'inici de la Guerra de Successió Espanyola, fou nomenat comandant en cap de l'exèrcit francès de Flandes, al front continental. El 1703 aconseguí derrotar l'exèrcit holandès a la batalla d'Eckeren. A partir de 1704, apartat ja de l'alt comandament, comandà les Guàrdies reials franceses.
El 1708, quan Lilla estava sota l'amenaça de setge pel Duc de Marlborough i el Príncep Eugeni de Savoia, Boufflers fou nomenat comandant en cap i durant tres mesos dirigí una resistència obstinada. El rei Lluís XIV de França l'honorà com si la defensa de Lilla hagués estat una victoria i se'l feia Par de França.
El 1709 però, quan les contínues derrotes borbòniques portaren França prop del col·lapse militar i econòmic, el Duc de Boufflers s'oferí novament per servir sota el comandament de Duc de Villars; malgrat tot, no pogueren evitar una nova derrota borbònica a la batalla de Malplaquet.
El Duc de Boufflers morí a Fontainebleau el 22 d'agost, de 1711.